# マヘーシュワル

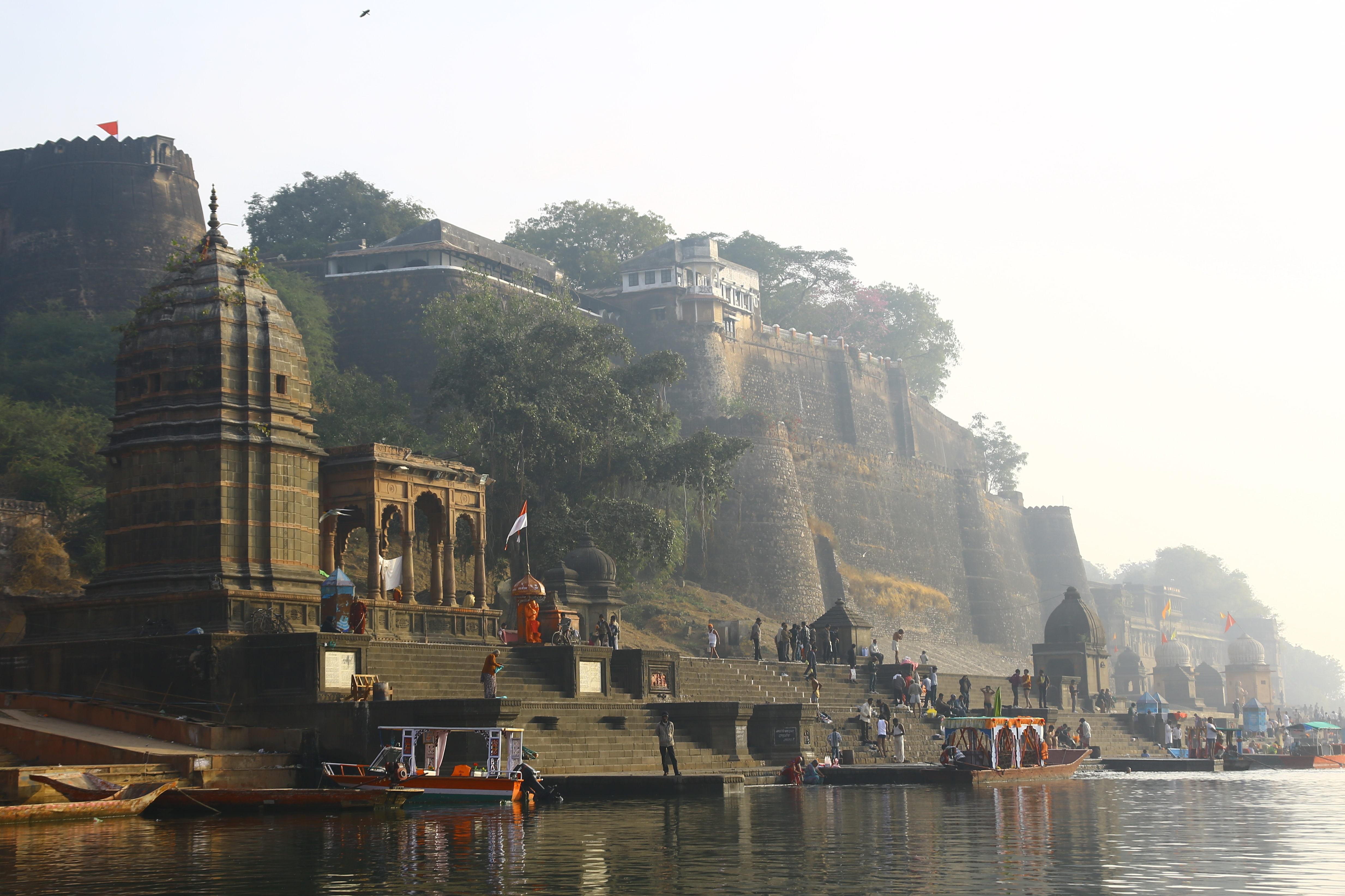
マヘーシュワル城

マヘーシュワル（ヒンディー語：महेश्वर, 英語：Maheshwar）は、インドのマディヤ・プラデーシュ州、カルゴーン県の都市。

## 歴史

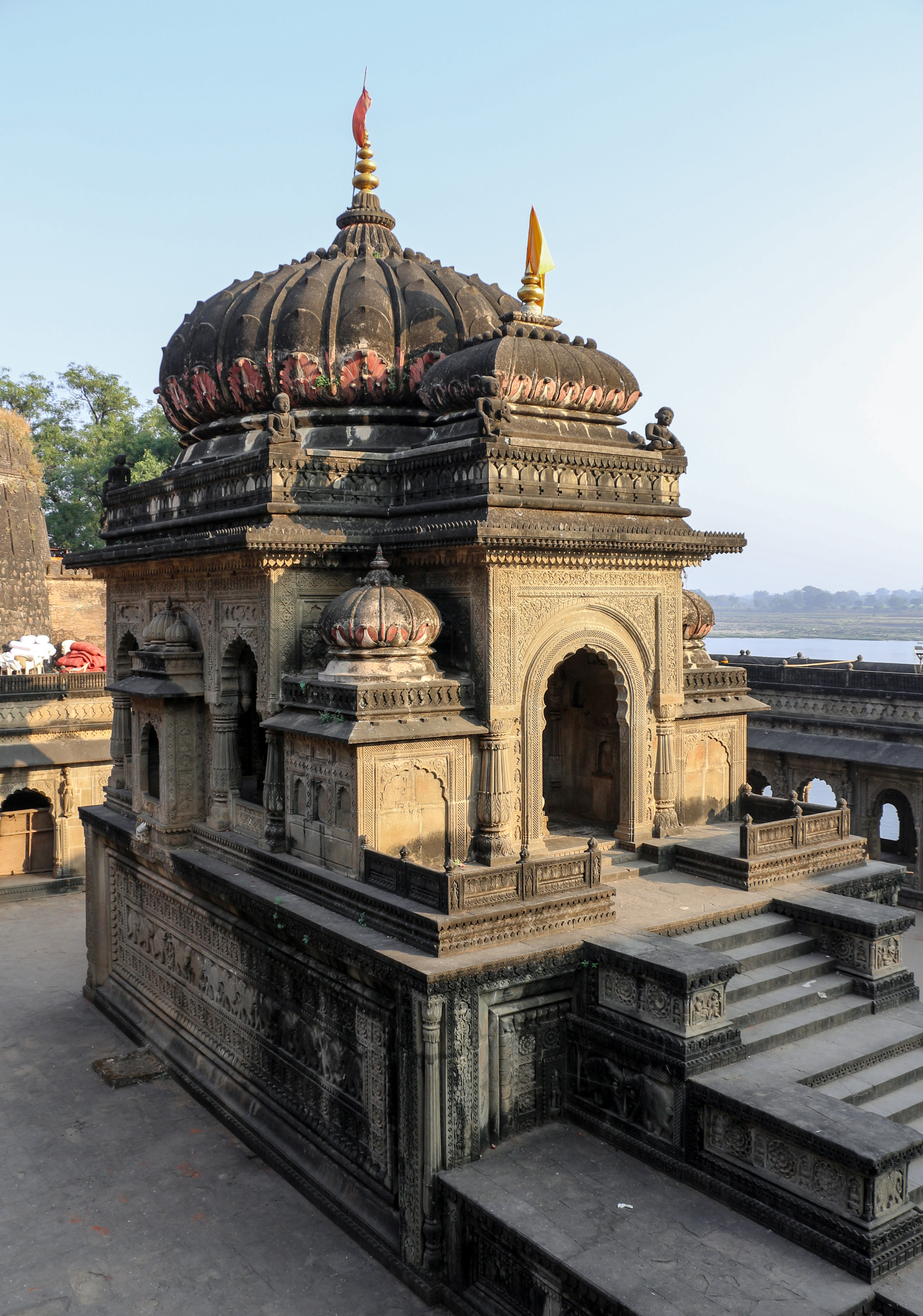
ヴィトージー・ラーオ・ホールカルの墓廟

伝説（プラーナ）によると、前2000年頃にマヘーシュワルはハイハヤの王カールタヴィールヤ・アルジュナが建設したという。その当時はマヘーシュヴァリーと呼ばれていた。
1767年、ホールカル家の女当主となったアヒリヤー・バーイー・ホールカルはインドールからこのマヘーシュワルへと遷都した。彼女はマヘーシュワルに宮殿のみならず、多くの寺院を建設した。
1801年、ホールカル家の一員ヴィトージー・ラーオ・ホールカルが殺害されると、兄のヤシュワント・ラーオ・ホールカルはその墓廟を建設した。
1818年、藩王マルハール・ラーオ・ホールカル2世のとき、マヘーシュワルからインドールへと再遷都された。

## 地理
- インドールから南西64km、ナルマダー川北岸に位置。

## ギャラリー

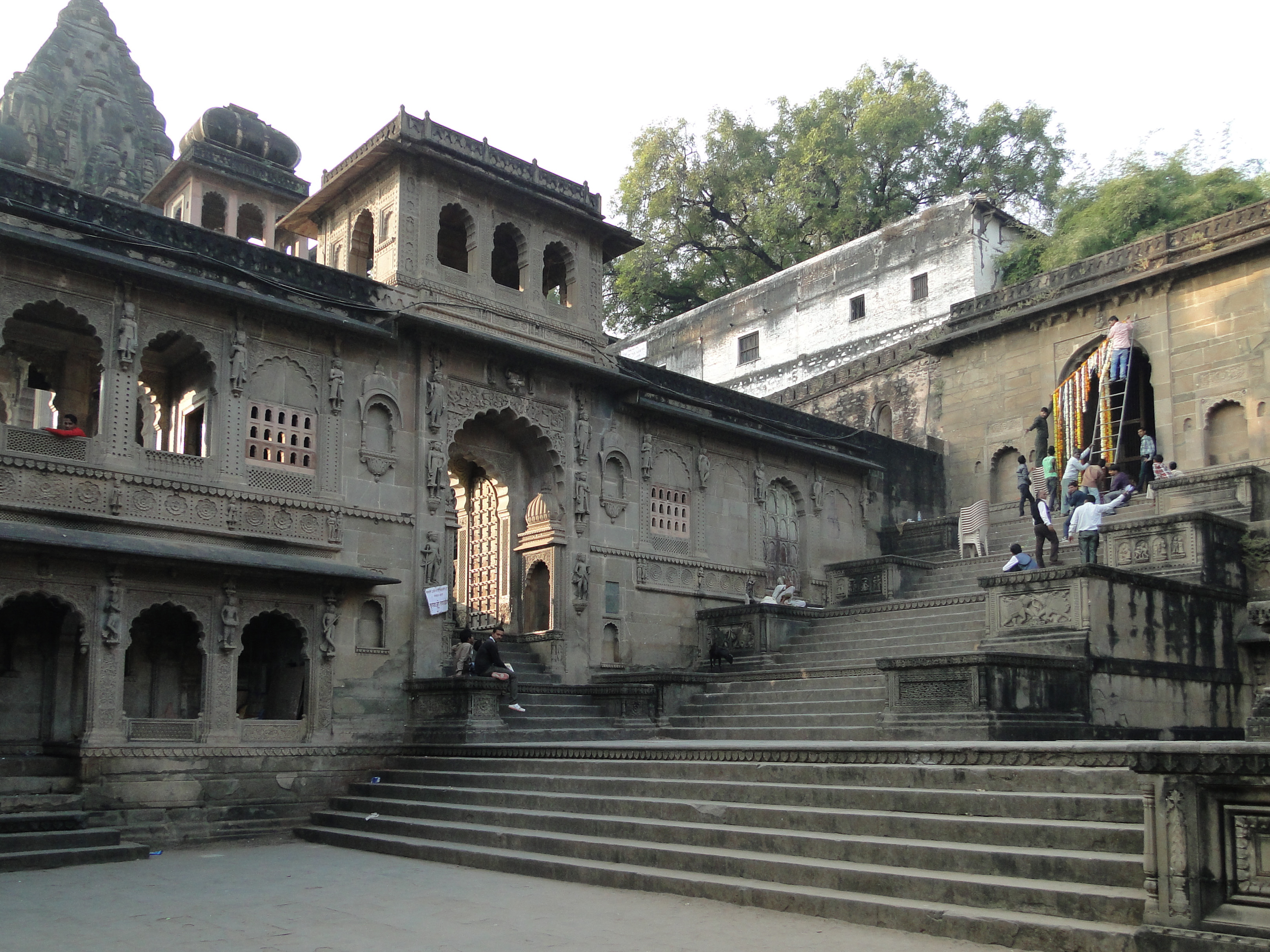
マヘーシュワル城
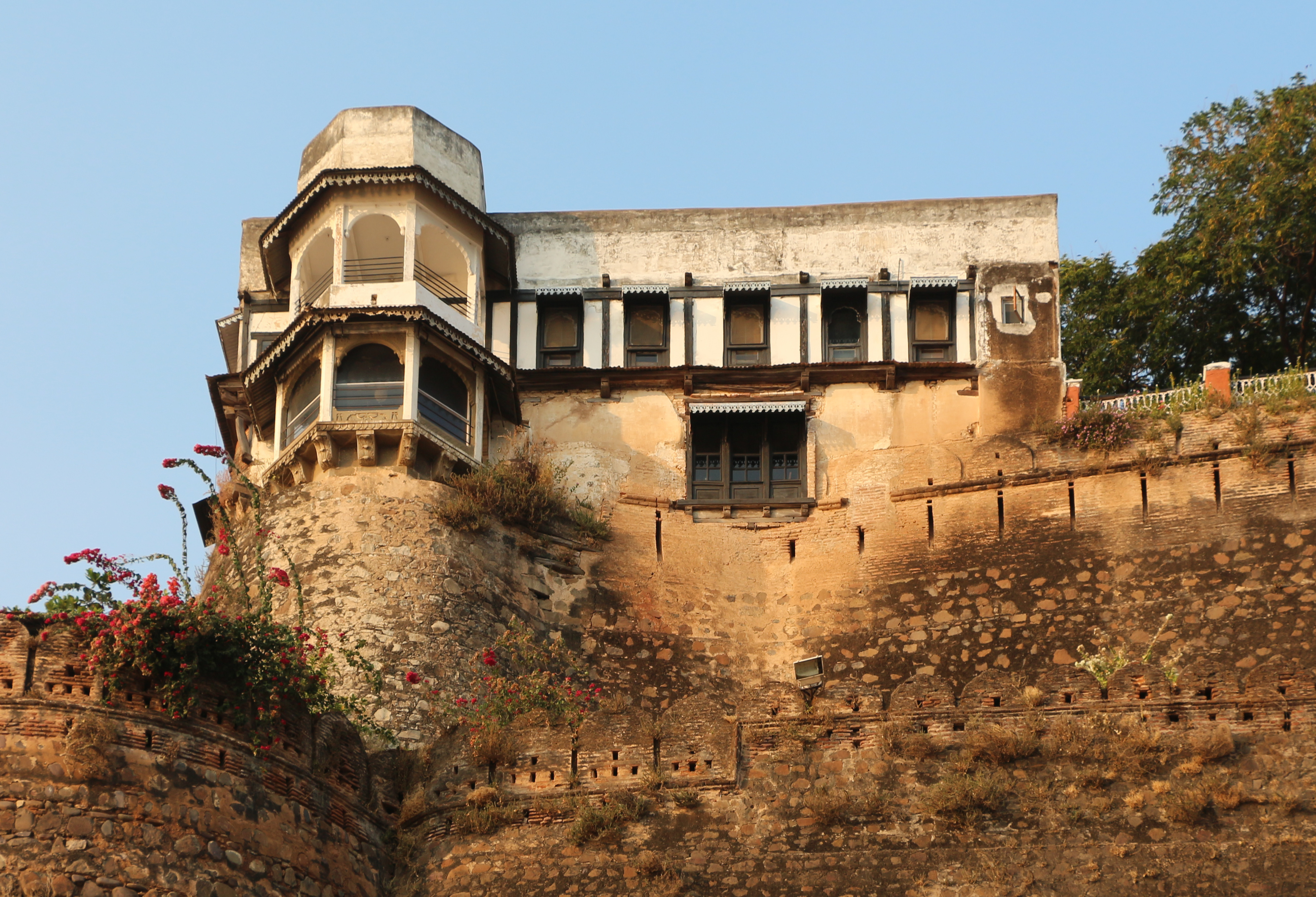
マヘーシュワルの宮殿
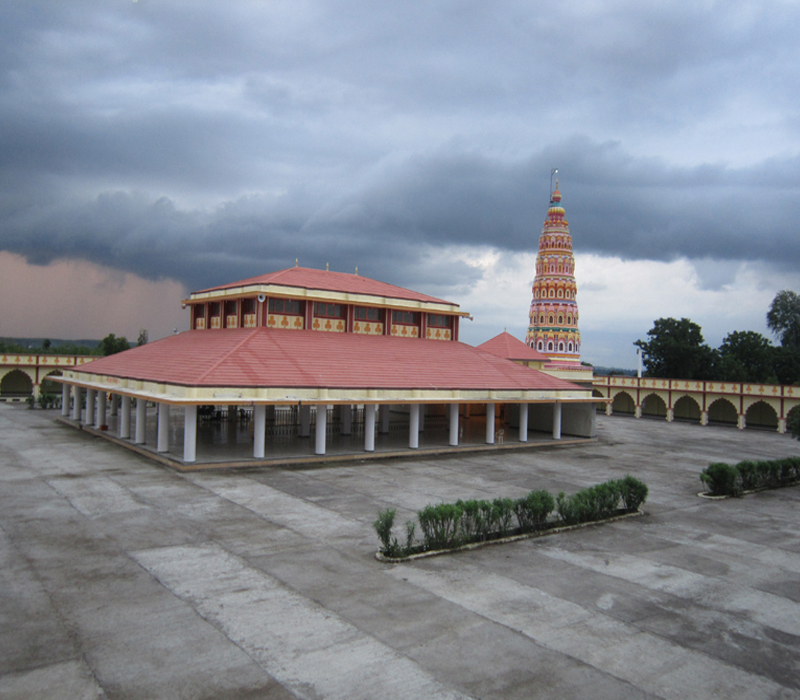
ダッタ寺院
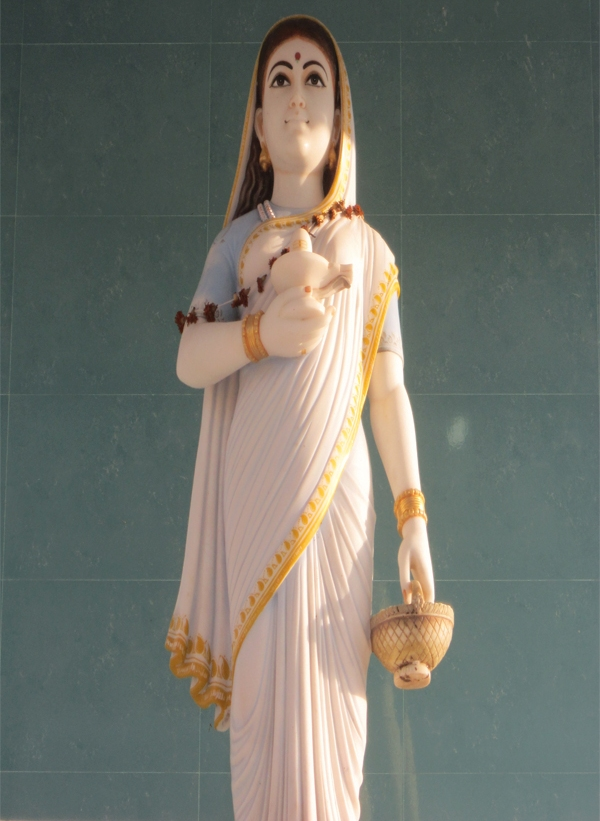
アヒリヤー・バーイー・ホールカル像（ダッタ寺院）
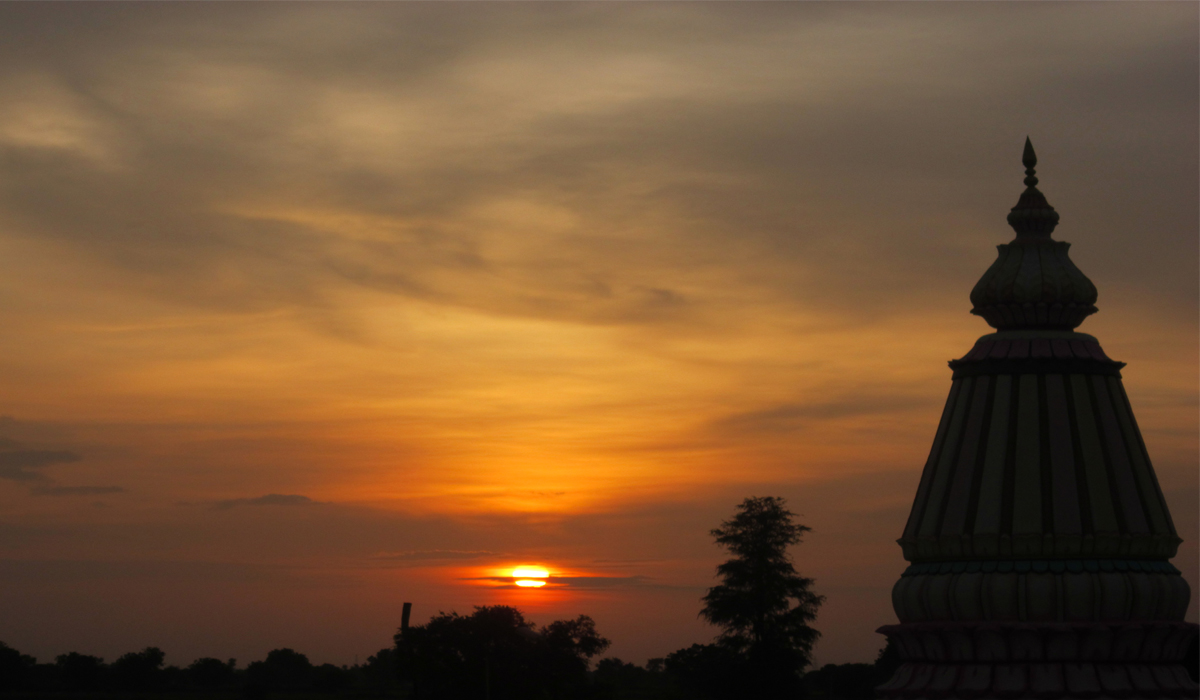
夕日に染まるダッタ寺院